# Resolutie 889 Veiligheidsraad Verenigde Naties
Resolutie 889 van de Veiligheidsraad van de Verenigde Naties werd op 15 december 1993
unaniem aangenomen.

## Achtergrond
Nadat in 1964 geweld was uitgebroken tussen de Griekse- en Turkse bevolkingsgroep op Cyprus, stationeerden de VN de UNFICYP-vredesmacht op het eiland. Die macht wordt sindsdien om het half jaar verlengd. In 1974 bezette Turkije het noorden van Cyprus na een Griekse poging tot staatsgreep. In 1983 werd dat noordelijke deel met Turkse steun van Cyprus afgescheurd. 
Midden 1990 begon het toetredingsproces van (Grieks-)Cyprus tot de Europese Unie, maar de EU erkende de Turkse Republiek Noord-Cyprus niet.

## Inhoud

### Waarnemingen
De Veiligheidsraad:
- herinnert aan resolutie 186 (1964);
- beschouwde het rapport van de secretaris-generaal in verband met de herziening van de VN-operatie in Cyprus;
- bemerkt zijn aanbeveling om de macht met zes maanden te verlengen;
- bemerkt ook het akkoord van de Cypriotische overheid voor het behoud van de macht na 15 december 1993.

### Handelingen
De Veiligheidsraad verlengde opnieuw het mandaat van de vredesmissie in Cyprus tot 15 juni 1994.
Onder de huidige omstandigheden was een aanpassing in de structuur en sterkte van de macht niet mogelijk.
De militaire autoriteiten van beide kanten werden opgeroepen om ervoor te zorgen dat er geen incidenten waren aan de
VN-bufferzone. Wel moesten alle betrokken partijen het aantal troepen op het eiland drastisch verminderen om vertrouwen op te
bouwen en als eerste stap naar een verwijdering van alle buitenlandse troepen. Ook moest gesproken worden over
een verbod op grotere dan handvuurwapens langs de staakt-het-vuren-lijn of binnen gezicht- of gehoorsafstand
van de bufferzone. Het huidige status quo was onaanvaardbaar en er moest iets gebeuren met Varosha
en de internationale luchthaven van Nicosia. Een pakket vertrouwensmaatregelen, dat door
Turkije en Griekenland werd gesteund, moest de situatie uit het slop helpen. De secretaris-generaal
werd gevraagd voor eind februari 1994 te rapporteren over zijn inspanningen om hierover tot een akkoord te komen.
Op basis daarvan zou dan de verdere rol van de VN herzien worden.

## Verwante resoluties
- Resolutie 831 Veiligheidsraad Verenigde Naties
- Resolutie 839 Veiligheidsraad Verenigde Naties
- Resolutie 902 Veiligheidsraad Verenigde Naties (1994)
- Resolutie 927 Veiligheidsraad Verenigde Naties (1994)

Lijst ·  800 ·  801 ·  802 ·  803 ·  804 ·  805 ·  806 ·  807 ·  808 ·  809 ·  810 ·  811 ·  812 ·  813 ·  814 ·  815 ·  816 ·  817 ·  818 ·  819 ·  820 ·  821 ·  822 ·  823 ·  824 ·  825 ·  826 ·  827 ·  828 ·  829 ·  830 ·  831 ·  832 ·  833 ·  834 ·  835 ·  836 ·  837 ·  838 ·  839 ·  840 ·  841 ·  842 ·  843 ·  844 ·  845 ·  846 ·  847 ·  848 ·  849 ·  850 ·  851 ·  852 ·  853 ·  854 ·  855 ·  856 ·  857 ·  858 ·  859 ·  860 ·  861 ·  862 ·  863 ·  864 ·  865 ·  866 ·  867 ·  868 ·  869 ·  870 ·  871 ·  872 ·  873 ·  874 ·  875 ·  876 ·  877 ·  878 ·  879 ·  880 ·  881 ·  882 ·  883 ·  884 ·  885 ·  886 ·  887 ·  888 ·  889 ·  890 ·  891 ·  892